# Cornelius van der Linden
Cornelius van der Linden   (Dordrecht, 24 d'agost de 1839 - Amsterdam, 29 de maig de 1918) fou un director d'orquestra i compositor neerlandès, però fou més conegut com el líder d'una companyia d'òpera. Era fill del serrador Arie van der Linden i d'Elizabeth de Wit. Es casà amb la mateixa Catharina Legel van Hofwegen. Va ser enterrat a Zorgvlied.

## Biografia
Al principi no semblava que acabés al món de la música; volia ser professor. Provenia d'una simple família burgesa i nombrosa, els mitjans econòmics per a l'estudi musical no hi eren. No obstant això, Ferdinand Böhme, líder de l'orquestra de corda i vent local Euterpe, el va acollir positivament. Va rebre la seva primera educació musical de Böhme (teoria musical i composició) i més endavant de Jacob Kwast (piano), Henri Louis Antoine Ludwig (flauta) i Friedrich Wilhelm Nothdurft (oboè i violí). De jove (1853) va marxar a Anvers per tocar en una orquestra d'òpera. Després d'allotjar-se a ciutats com Lieja i Brussel·les, va marxar a París el 1859 i va participar en l'orquestra de Charles Gounod, que li va ensenyar alguna tècnica compositiva. Després de París, Milà va seguir amb el "Teatro alla Scala", Alemanya i Àustria.
Va tornar als Països Baixos el 1862/1863. Es va establir a la seva ciutat natal i va succeir al seu ex-pofessor Böhme com a director de la banda de concerts local. Posteriorment es van fer cites a "Liedertafel Kunstmin", "Musis Sacrum" a Dordrecht, "Ido's Men's Choir" a Hendrik-Ido-Ambacht, "Vlijt en Volharding" a Breda i "Aurora" a Kinderdijk. Volia elevar la música nacional amb aquestes empreses.
El 1888 es va traslladar a Amsterdam per ser director de l'Òpera Hollandsche de Johannes George de Groot al "Parkschouwburg". Es va barallar amb De Groot, com a resultat de la qual Van der Linden va començar al mateix teatre amb "De Nederlandse Opera", De Groot va continuar al "Paleis voor Volksvlijt". Van der Linden es va traslladar més tard al nou "Stadsschouwburg". També en aquells períodes es va interpretar una quantitat relativament gran de repertori holandès, com ara òperes de Simon van Milligen (Brinio), Rijk Hol (Floris V i Uit de branding) i Cornelis Dopper (El cec del castell de Cuillé). També va posar en escena l'estrena holandesa (1894) de Rienzi de Richard Wagner sota el seu regnat; també de Die Meistersinger von Nürnberg del mateix compositor (1901-1902). Molts músics coneguts van adquirir experiència amb ell, com Cato Engelen-Sewing, Henri Albers, Jos Orelio, Jacobus Urlus, Désiré Pauwels, Peter Raabe, Evert Cornelis i Cornelis Dopper.
Al voltant de 1902, núvols foscos es van reunir sobre la seva companyia. La gelosia, el caràcter difícil de Van de Linden, la sortida dels solistes i les vagues del ferrocarril de 1903 van provocar la dissolució del conjunt. Van der Linden va marxar als Estats Units per a una gira d'òpera/concert per a la qual va interpretar l'òpera Mrs. Simmons de Kansas. Després del seu retorn va esdevenir redactor en cap de la revista musical De Muziekbode a Tilburg (1908-1918). Va intentar tornar a posar en marxa la vida de l'òpera, però un intent de fer-ho a Rotterdam (1905) va fracassar.
A més dels càrrecs esmentats, va ser primer secretari del "Toonkunstenaars Vereeniging holandès" (NTV) de Gustaaf Adolf Heinze, Richard Hol, Willem Nicolaï, Willem Stumpff i Hendrik Arnoldus Meijroos de 1877 a 1886.

## Treballs
Van der Linden va escriure una llista d'obres, considerades importants en aquell moment, però força oblidades a la segona meitat del segle XX:
- Catharina en Lambert (òpera 1888/1889)
- Leiden ontzet; una òpera de 1893 amb llibret d'Ernest van der Ven; estrena l'any 1894
- Cantata De sterrenhemel
- Cantata Charité
- Cantata Vriendschap
- Cantata Kunstmin
- Cantata Musis Sacrum
- Cantata Roep om vrede in Zuid-Afrika (Crida per la pau a Sud-àfrica)
- Teniers (obra de cant)

Cançons per a cor mixt i masculin, obres per a banda de concerts, set obertures i, amb el Dr. Mansfeldt, va publicar un Hollandsch-Afrikaansche Liederbundle descrit per a veu i piano. La seva llista d'opus va arribar a Klein Nederland amb l'opus 74.
Amsterdam South té un Cornelis van der Lindenstraat prop de l'Harmoniehof.